# شاهدخت مینابه
شاهدخت مینابه (به ژاپنی: 御名部皇女, Minabe no himemiko)؛ زادهٔ ۱ ژانویهٔ ۰۶۶۰) اهل ژاپن یکی از اعضای خاندان سلطنتی ژاپن در دوره آسوکا بود. او دختر امپراتور تنجی و همسرش ساگا نو کورا یامادا نو ایشیکاوا نو مارو بود. مادر او خواهر بزرگتر امپراتریس گنمی بود. او با شاهزاده تاکه‌چی ازدواج کرد. شاهزاده ناگایا پسر ارشد او بود.